# Firminus procerus
Firminus procerus är en skalbaggsart som beskrevs av Baudi 1870. Firminus procerus ingår i släktet Firminus och familjen Melolonthidae. Inga underarter finns listade i Catalogue of Life.